# Carolyn Krieg
Carolyn Krieg (1953) é uma artista americana de mídia mista conhecida pelos seus trabalhos de fotografia.
O seu trabalho encontra-se incluído nas colecções do Seattle Art Museum, do Northwest Museum of Arts & Culture e do Museum of Contemporary Photography.